# 조르디 마시프
조르디 마시프 로페스(스페인어: Jordi Masip López, 1989년 1월 3일 ~ )는 스페인의 축구 선수로, 현재 레알 바야돌리드에서 골키퍼로 뛰고 있다. 마시프는 2008년 FC 바르셀로나 B팀에 합류한 이후 6년만에 FC 바르셀로나 1군에 합류하게 되었다.